# Lauvøyna (Øygarden)
Ne doit pas être confondu avec Lauvøyna.
Lauvøyna est une île dans le landskap Sunnhordland du comté de Vestland. Elle appartient administrativement à Øygarden.

## Géographie
Rocheuse et désertique, elle s'étend sur environ 687 m de longueur pour une largeur approximative de 286 m.